# Профан
Профа́н (лат. profanus — той, хто не має святості; нечистий; непосвячений; неосвічений; темний) — поняття, яке вживають у двох значеннях: у прямому — у Стародавньому Римі — той, хто не мав права входити до храму; переносному — особа, не обізнана в якій-небудь галузі, некомпетентна особа.